# Höelun
Höelun eller Oelön-Eke, var mor till Djingis Khan. Hon kidnappades av Yesügei när han var ute på falkjakt vid floden Onon. Yesügei slog sin ordu - tältläger - vid gränsposten Delygyn-Boldok, vid flodens Onons övre lopp. Några månader senare, när Yesügei återvände lastad med byte efter slaget mot tatarerna, var Oelön-Eke gravid och födde senare Temudjin (Djingis Khan).